# Роберт Кинг Мертон
Роберт Кинг Мертон (енгл. Robert King Merton; Филаделфија, 4. јул 1910 — Њујорк, 23. фебруар 2003) био је амерички социолог. Предавао је на универзитету Колумбија, где је достигао ранг универзитетског професора. Мертон је 1994 године добио Националну медаљу за науку за свој допринос и оснивање правца социологија науке. Сматра се једним од оснивача модерне социологије
Мертон је развио значајне концепте као што су "ненамерне последице", "референтна група" и "напор улоге" али најпознатији је по увођењу термина "узор" (енгл. "role model") и "пророчанство које се само остварује" (енгл. "self-fulfilling prophecy"). Централни елемент модерне социолошке, политичке и економске теорије, "самооствариво пророчанство", представља процес у ком веровање или очекивање, исправно или неисправно, утиче на исход ситуације или на начин понашања појединца или групе. Мертонов термин "узор" се први пут појавио у истраживању о социјализацији које су спровели студенти медицине на Колумбији. Овај термин је произашао из његове теорије о референтној групи или групи са којом се појединац упоређује, али не мора нужно да јој припада. Друштвене улоге су представљале централни појам Мертонове теорије о групама у друштву. Наглашавао је да једна особа нема само једну друштвену улогу и један статус, већ сет статуса који подразумева одређене врсте очекиваног понашања.

## Биографија

### Детињство
Роберт Кинг Мертон је рођен 4. јула 1910. године у Филаделфији као Мејер Роберт Школник (Meyer Robert Schkolnick). Родитељи су му били руски Јевреји који су имигрирали у Сједињене Америчке Државе 1904. године. Његова мајка је била Ида Расовскаја (Ida Rasovskaya) а отац Арон Школников (Aaron Schkolnickoff), кројач који се од преласка у САД идентификовао као Хари Школник (Harrie Schkolnick) Његова породица је живела сиромашно након што је продавница млечних производа његовог оца изгорела у пожару у јужној Филаделфији, а није била покривена никаквим осигурањем. Његов отац се онда запослио као асистент столара, како би издржавао породицу. Упркос одрастању у прилично сиромашној средини, Мертон је веровао да ипак има мноштво прилика.
Ишао је у средњу школу у јужној Филаделфији и као средњошколац постао је редовни посетилац околних културних и едукативних центара укључујући библиотеку Арнолд Карнеги, Музичку академију, Централну библиотеку и Музеј уметности. Усвојио је име Роберт К. Мертон првобитно као уметничко име за своје мађионичарске наступе. Године 1994, Мертон је изјавио како одрастање у јужној Филаделфији обезбеђује младима "сваку врсту капитала–социјални капитал, културни капитал, и, изнад свега, оно што називамо јавни капитал—то јест, сваки капитал осим личног финансијског".
Мертон се веома интересовао за магију, којој је тежио након јаког утицаја од стране дечка своје сестре. За почетак своје мађионичарске каријере одабрао је уметничко име "Мерлин", али је убрзо почео да размишља о промени. На крају се одлучио за име "Мертон" да додатно одвоји своје име од својих имигрантских корена. Своје име, Роберт, изабрао је у част "колеге" мађионичара Роберта Удена. Према томе, његово званично уметничко име је било Роберт Мертон и то име је трајно задржао након добијања школарине за Универзитет Темпл (Temple University).

### Студентски живот
Своју каријеру у области социологије започео је уз помоћ Џорџа Е. Симпсона на Универзитету Темпл (1927–31). Радио је као Симпсонов помоћник на пројекту о медијима, тако га упознајући са социологијом. Под Симпсоновим вођством, Мертон је присуствовао годишњем састанку америчких социолога, где је упознао Питрима А. Сорокина, оснивача одељка за социологију на универзитету Харвард. Мертон се тада пријавио за посао на Харварду и отишао је да ради као Сорокинов асистент за истраживања (1931–36). Многи су сумњали да ће Мертон бити примљен на Харвард након дипломирања на Темпл Универзитету али је он убрзо доказао супротно и почео да објављује радове са Сорокином већ на другој години. До 1934, чак је почео да објављује своје сопствене чланке, “Скорија француска социологија,” “Ток арапског интелектуалног развоја, 700-1300 нове ере.,” and “Наука и војна техника". Након објављивања ових чланака, Мертон је докторирао социологију на Харварду. До краја свог студирања (1938) је већ почео да објављује радове који су га начинили славним у пољу социологије. Његов први рад био је Наука, социологија и друштво у Енглеској у 17. веку, који му је помогао да оснује правац Социологија научног сазнања.

### Професура
Предавао је на Харварду до 1938. године, када је постао професор и главни организатор одељка за социологију на Тулеинском Универзитету. Године 1941. се запослио на универзитету Колумбија, где је провео већину своје каријере као професор. У току пет деценија које је провео на овом универзитету, добио је многобројне престижне титуле. Био је сарадник директора универзитетског Бироа за примењена социолошка истраживања од 1942 до 1971. Додељена му је највиша универзитетска титула, професор, 1974. године и постао је професор "са специјалном улогом",  што је титула резервисана професоре емеритусе који су "учинили специјалне ствари за универзитет", убрзо након одласка у пензију 1979. године. Радио је хонорарно на Рокфелер универзитету и био један од оснивача Russell Sage фондације. У знак признања за његов допринос универзитету, Колумбија је креирала Роберт К. Мертон професуру у социјалним наукама 1990. године.

### Достигнућа у каријери
У току своје каријере, Мертон је објавио око 50 радова у области социологије научног сазнања. Ова грана социологије није била једина којој је он допринео својим идејама и теоријама; бавио се такође теоријом девијантности, организације и многим другим.
Добио је многе национална и интернационална признања за своја истраживања. Био је један од првих изабраних социолога на Националној академији наука и први амерички социолог који је изабран као инострани члан Краљевске шведске академије наука. Био је такође члан Америчке заједнице филозофа, Националне академије образовања, Америчке академије уметности и науке, која му је уручила Парсонс награду. Мертон се такође сматра једним од креатора методе истраживања назване "фокус група”.
Више од двадесет универзитета му је доделило дипломе и признања, укључујући Харвард, Јејл, Колумбију, универзитете у Лејдену (University of Leyden), Ослу и Кракову, Хебрејски универзитет у Јерусалиму и Оксфорд.
Године 1994, Мертону је додељена САД Национална медаља за науку, за "оснивање социологије научног сазнања и за доприносе изучавању друштвеног живота, а специјално за '"самоостварујуће пророчанство" и за "ненамерне последице".Био је први социолог који је освојио ту награду.

### Приватни живот
Мертон се венчао са Сузан Кархарт (Suzanne Carhart) 1934. године, са којом је имао једног сина, Роберта Кокс Мертона (Robert Cox Merton), који је 1997. године освојио Нобелову награду за економију, и две ћерке, Стефани Мертон Тобрело (Stephanie Merton Tombrello) и Ванесу Мертон (Vanessa Merton). Мертон и Сузан су се раздвојили 1968. а Сузан је преминула 1992. године. Мертон се оженио са социологом Хериет Цукерман (Harriet Zuckerman) 1993. године. Мертон је преминуо 23. фебруара 2003. године у Њујорку. Тада је живео на Менхетну.

## Допринос социологији

### Функционалне анализе
Мертон говори да је функционализам оријентисан око тумачења информација преко последица које оне имају на веће друштвене структуре. Као Диркем и Парсонс, он анализира друштво узимајући у обзир да ли су културне и друштвене структуре добро или лоше интегрисане. Веровао је да начин на који функционалисти стављају акценат на функције једне друштвене структуре или институције према другим, креира пристрасност у концентрисању на прилагођавање зато што тада увек има позитивне последице. Такође, сматрао је да су заједничке вредности битан параметар у објашњавању начина функционисања друштва и институција, мада се не слаже са Парсонсом око неких тврдњи.
Према Мертоновом схватању функционализма, сва стандардизована друштвена и културна уверења су функционална за друштво као цело, али и појединце у њему. Оваква тврдња подразумева да различити делови друштвених система морају да показују висок ниво интеграције, али Мертон тврди да оваква врста генерализације не може пренети на већа и сложенија друштва. Ова тврдња се односи на универзални функционализам. Говори да све стандардизоване друштвене и културне структуре имају позитивну функцију. Мертон наглашава како је то контрадикторно реалној ситуацији у свету; немају све структуре, идеје, веровања, итд. позитивне функције. Трећа тврдња функционалне анализе са којом се Мертон не слаже је она о неопходности. Ова тврдња говори како стандардизовани делови друштва имају позитивне функције, и такође представљају неопходне делове функционалне целине, што имплицира да су структуре и функције неопходне друштву да би функционисало. Овде, Мертон говори како људи морају да признају да у друштву постоје разноврсне структурне алтернативе.

### Дисфункције
Мертон наглашава постојање дисфункција. Три главне мане функционализма поставља као постулате: постулат функционалне друштвене групе, постулат универзалног функционализма и постулат неопходности.
Постулат функционалне друштвене групе се односи на погрешно уверење да су сва друштва функционалне и складне заједнице. Мертон истиче да нису сва друштва срећна и добро интегрисана, у којима људи добро функционишу и све напредује. Наводи примере, као што су грађански ратови, где друштва нису била нужно функционална за све људе.
Постулат универзалног функционализма оповргава идеју да сви идеали одговарају свима у друштву. Мертон верује да неке ствари могу да имају последице које су генерално дисфункционалне или оне које су дисфункционалне некима а некима не. На пример, сиромаштво одговара богатима јер им то дозвољава да задрже више свог богатства, али сигурно не одговара сиромашнима који се муче. Овде се дотиче и теорије конфликта, иако верује и да неке институције и вредности могу бити функционалне друштву као једној целини. Говори како једино преко препознавања дисфункционалних аспеката институције, можемо да објаснимо развој алтернатива.
Последњи, постулат неопходности, испитује друштвену улогу обичаја, идеала или институција као целина. Мертон доводи у питање то да свака друштвена установа има специфичну улогу. Верује да више институција може да врши исте улоге или ниједну улогу, тако да је немогуће одгонетнути које функције су неопходне друштву а које не.
У свом раду о дисфункцијама, издвојио је проблеме који спречавају друштвене системе да испуне све функционалне потребе. Функција једне групе може бити дисфункција друге, и одређен случај може бити и функционалан и дисфункционалан једној групи.
Како би помогао људима да одреде да ли су позитивне функције превагнуле дисфункције, и обрнуто, Мертон је развио концепт систем мрежног баланса. Проблеми су сложени и базирани на субјективној процени, и зато не могу бити лако решени и сређени. Зато, позитивне функције и дисфункције не могу лако и објективно да се упореде, нити се може једноставно одредити која је превагнула. Да бисмо се бавили овим питањима, Мертон је веровао да морају да постоје нивои функционалне анализе. Уместо фокусирања само на анализу друштва као целине, Мертон је тврдио да анализа такође може и треба да буде спроведена над организацијама, институцијама или групама.

### Непредвиђене последице и очигледне и скривене функције
Неке од најважнијих иновација које је Мертон донео у пољу социологије укључују и опис непредвиђених последица друштвеног делања, односно очигледних и скривених функција и претходно поменутих дисфункција. Према Мертону, непредвиђене последице су поступци који имају и намерне и ненамерне последице. Сви су свесни намерних последица али ненамерне се теже препознају и зато социолошка анализа треба да открије шта оне могу бити. У свом есеју из 1936. године, "Непредвиђене последице друштвеног делања" ("The Unanticipated Consequences of Social Action"), Мертон је открио широко поље људских поступака где ствари не иду као што је планирано и доводе до парадокса и необичних исхода. Један од ових исхода је "самопоражавајуће пророчанство". Мертон је ово покушао да представи преко навођења предвиђања Карла Маркса, у коме он каже да ће уз развој и модернизацију друштва доћи до концентрисања моћи и богатства између малог броја људи, док ће већина живети у сиромаштву и беди. Ово предсказање је помогло да се подстакне социјалистички покрет, који је у неким државама успорио развој и напредак који је Маркс предсказао. Супротно "самопоражавајућем пророчанству" је онда "самооствариво пророчанство", где се првобитно незасновано пророчанство на крају испостави тачним зато што се веровало и делало у складу са њим.
Очигледне функције су последице које људи опажају или очекују; или оно што је намерено; скривене функције су оне које нису ни препознате ни намерне. У разликовању ова два типа, Мертон је тврдио да се мора дубље ући у то да би се откриле скривене функције. Његов пример из његовог дела из 1949, "Очигледне и скривене функције" је била анализа политичких машинерија. Почео је навођењем негативних последица политичке машинерије, да би онда променио угао посматрања и демонстрирао како су људи који управљају машинеријом и понашају се у складу са сопственим интересима, остварили друштвене потребе које нису оствариле владине институције.

### Мертонова теорија девијације
Мертонова теорија девијације потиче од његове анализе (1938) односа између културе, структуре и аномије. Мертон дефинише културу као "организовани сет нормативних вредности које управљају понашањем и који је уобичајен за чланове означеног друштва или групе".
У својој теорији, Мертон повезује аномију и девијацију и тврди да неповезаност културе и структуре има дисфункционалну последицу долазак до девијације унутар друштва.
Термин аномија, потекао од Емила Диркема, за Мертона означава неповезаност између културних циљева и легитимних начина доступних да се они достигну. Као пример, У САД Мертон види Амерички сан као наглашавање циља новчаног успеха али без одговарајућег наглашавања легитимних путева којима би се доспело до тог циља. Другим речима, Мертон верује да се сви слажу са америчким сном, али начини на које покушавају да дођу до њега нису исти зато што немају сви исте прилике и предности. Ово доводи до знатне девијације. Ова теорија је често коришћена у криминологији.
| Став према циљу     | Став према начину доласка до циља | Начин прилагођавања |
| ------------------- | --------------------------------- | ------------------- |
| прихватање          | прихватање                        | Конформитет         |
| прихватање          | одбијање                          | Иновација           |
| одбијање            | прихватање                        | Ритуализам          |
| одбијање            | одбијање                          | Повлачење           |
| одбијање/прихватање | одбијање/прихватање               | Побуна              |

У овој табели, конформитет се односи на постизање друштвених циљева преко друштвено прихваћених метода, док се иновација односи на остваривање тих циљева на неприхваћене начине (као што су криминал и девијација). Иноватори налазе и стварају нове начине да добију оно што желе и, у већини случајева, ови начини су друштвено неприхватљиви. Мертон под ритуализмом подразумева прихватање начина али се супротстављају циљу. Ритуалисти се слажу са начином али одбијају општи циљ; нису посматрани као девијантни. Повлачење је одбијање и начина и циља. Они који се повлаче траже начин да побегну од свега и зато се сматрају девијантним. Побуна (Бунтовништво) се разликује од остала четири приступа на неколико начина. Привремено, побуна је краткотрајни одговор (за разлику од остала четири). Као они који се повлаче, побуњеници (бунтовници) одбијају постојеће друштвене методе и циљеве, али за разлику од њих раде на већим нивоима да замене те већ постојеће начине и циљеве новим, који представљају неке друге вредности. Иновација и ритуализам су чисти случајеви аномије какву Мертон описује зато што у оба случаја постоји контрадикција то јест неповезаност између циљева и начина.

### Социологија научног сазнања
Социологија научног сазнања је била поље за које се Мертон веома интересовао и око ког је током целе каријере остао веома страстан. Занимале су га интеракције и значај друштвених и културних структура и науке. На пример, радио је историјско истраживање на докторским студијама о улози војних институција у симулацији научног истраживања током ере научне револуције. Изнео је обимно истраживање социологије научног сазнања, креирајући Мертон тезе које објашњавају неке религијске узроке научне револуције; као и Мертонске научне норме, које се често помињу под акронимом "КУДОС". Ово је сет идеала диктираних од стране онога што је Мертон сматрао за циљеве и методе науке и који су обавезујући за научнике. Они укључују:
- Комунализам –заједничка својина научних открића, према којој се научници одричу интелектуалне својине у замену за препознају и поштовање.
- Универзалност – према ком су тврдње оцењене преко универзалних и неличних критеријума, а не на основу расе, класе, пола, религије или националности;
- Непристрасност (Дезинтересовање) – према ком су научници награђени за понашање које се чини несебичним;
- Организовани скептицизам – све идеје морају бити тестиране и подложне ригорозном, структурираном друштвеном испитивању и надзору.

КУДОС сет Мертоновских научних норми је негде идентификован као Комунализам, Универзалност, Непристрасност, Оригиналност (новина у истраживачким доприносима) и Скептицизам. Ово је каснија модификација Мертоновог сета норми, јер он није спомињао Оригиналност у есеју у коме је представио норме (Нормативна структура науке [1942]).

## Утицаји
Мерон је био под јаким утицајем Талкота Парсонса и много мањим утицајем Питирима Сорокина. Сорокин је био против наглашавања креативности пуританизма, што је био централни елемент Мертоновог проучавања. Мертон је сарађивао са Сорокином као дипломирани студент на Харварду.  Мертонове генералне перспективе биле су ближе Парсонсовим него Сорокиновим. У Мертоновом размишљању утицај је имао и познати историчар науке Џорџ Сартон, који је допустио Мертону да сарађује са њим на Харварду и верује се да је он инспирисао Мертона да се заинтересује за науку. Емил Диркем и Џорџ Симел су такође у великој мери допринели Мертоновом разумевању социологије и стварању нових идеја.

## Наслеђе
Данас, Мертон је сматран за једног од оснивача модерне социологије. Његови радови су сматрани за покретачку силу многих данашњих социолошких студија. Џонатан Р. Кол га је након смрти хвалио речима: "Боб Мертон је постао вођа структурално-функционалних анализа у социологији, а вођа оним социолозима који су желели да креирају друштвене теорије које би могле бити тестиране емпиријски. Био је инспиративан учитељ и са својим студентима је помогао креирање и легитимацију социологије у Америци. За мене, он је био узор и ментор, колега од поверења и блиски пријатељ. Његова смрт, на мноштво начина, ставља тачку на социологију 20. века."

## Публикације
- "Science, Technology and Society in Seventeenth Century England", Osiris. 2001. ISBN 978-0-86527-434-1., Vol. IV, pt. 2. pp. 360–632. . Bruges: St. Catherine Press. 1938. Недостаје или је празан параметар |title= (помоћ), reissued: Howard Fertig.  – Радови објављени 1938. године су донели Мертону популарност међу историчарима науке.
- Social Theory and Social Structure (1949; прегледано и проширено, 1957 and 1968)
- The Sociology of Science (1973)
- Sociological Ambivalence (1976)
- On the Shoulders of Giants: A Shandean Postscript (1985)
- On Social Structure and Science (1996; edited by Piotr Sztompka)
- The Travels and Adventures of Serendipity: A Study in Sociological Semantics and the Sociology of Science, 2004